# Cusano Mutri
Cusano Mutri ist eine italienische Gemeinde (comune) in der Provinz Benevento, Region Kampanien, mit 3737 Einwohnern (Stand 31. Dezember 2023). Sie gehört zur Berggemeinschaft „Titerno e Alto Tammaro“.

## Geographie

Lage von Cusano Mutri

Die Gemeinde liegt etwa 40 km nordwestlich der Provinzhauptstadt Benevento im Hügelland an der Ostseite des Monte Taburno. Sie grenzt im Nordwesten an die Provinz Caserta sowie im Norden an die Provinz Campobasso in der Region Molise. Die Nachbargemeinden sind Cerreto Sannita, Faicchio, Gioia Sannitica (CE), Guardiaregia (CB), Piedimonte Matese (CE), Pietraroja, San Lorenzello und San Potito Sannitico (CE). Die Fraktionen lauten Bocca della Selva und Civitella Licinio.

## Wirtschaft
Die Gemeinde lebt hauptsächlich von der Landwirtschaft. Die zur Gemeinde gehörende Siedlung Bocca della Selva (1393 m s.l.m.) im samnitischen Apennin ist als Wintersportort bekannt.

## Infrastruktur

### Straße
- Staatsstraße Benevento-Termoli

### Bahn
- Bahnstrecke Benevento–Campobasso

### Flug
- Flughafen Neapel